# Iso Olvasjärvi
Iso Olvasjärvi är en sjö i Finland. Den ligger i kommunen Utajärvi i landskapet Norra Österbotten, i den centrala delen av landet, 600 km norr om huvudstaden Helsingfors. Iso Olvasjärvi ligger 120,2 meter över havet. Arean är 4,55 kvadratkilometer och strandlinjen är 9,93 kilometer lång. Sjön  ingår i Kiminge älvs huvudavrinningsområde. 